# Едуардас Межелайтис
Едуардас Межелайтис (на литовски: Eduardas Mieželaitis) е литовски съветски журналист, преводач, поет и писател, политик и партиен деец.

## Биография и творчество
Едуардас Межелайтис е роден на 3 октомври 1919 г. в село Карейвишкяй, сега в район Пакруойски, Литовска република, в семейство на бивш войник, работещ в мелница, а после във фабрика в покрайнините на Каунас. През 1923 г. се премества с родителите си в Каунас. Завършва гимназия през 1935 г. и същата година се включва в нелегалната комсомолска организация. В периода 1939 – 1940 г. следва в Юридическия факултет на университета „Витаутас Велики“ в Каунас, а в периода 1940 – 1941 г. следва право във Вилнюския университет.
Като ученик и като студент изгражда тайни кръжоци, издава вестник, и разпространява комунистическа литература. Прави своя поетичен дебют през 1935 г. в нелегален комсомолски алманах. През 1940 г. редакцията на вестник „Комсомолска правда“ (Komjaunimo tiesa). По време на Великата отечествена война е евакуиран дълбоко в СССР и работи в периода 1941 – 1943 г. в стъкларския завод в Николск. От 1943 г. е военен кореспондент в 16-та Литовска стрелкова дивизия. В периода 1944 – 1946 г. е секретар на Централния комитет на Комсомола на Литва.
От 1946 г. е редактор на списание „Редове на младостта“ (Jaunimo gretos), а по-късно работи в редакцията на списание „Звездичка“ (Žvaigždutė) и в Държавното издателство за политическа и художествена литература. От 1951 г. се посвещава на писателската си кариера.
В периода 1954 – 1959 г. е секретар на Съюза на писателите на Литовска ССР, а в периода 1959 – 1970 г. е председател на организацията. В периода 1960 – 1989 г. е член на Централния комитет на Литовската комунистическа партия. В периодите 1955 – 1963 г. и 1975 – 1989 г. е член на Върховния съвет на Литовската ССР и член на Президиума. В периода 1962 – 1970 е дупутат във Върховния съвет на СССР. Не приема независимостта на Литва (1990).
Първите му стихосбирки са публикувани след войната. Първоначално пише за деца, а след това произведенията му изобразяват следвоенното строителство и декларират приятелството между народите, пресъздават човешката жизненост и креативност.
Автор е на епичната „Братска поема“ (1955), на сборниците „Чужди камъни“ (1957), „Слънце в кехлибар“ (1961), „Човек“ (1961; Ленинска награда, 1962), „Автопортрет“ (1962), „Южна панорама“ (1963), „Кардиограма“ (1963), „Авиоетюди“ (1966), „Въртележка“ (1967), „Микропоеми“ (1975), „Глас“ (1977), „Моята Итака“ (1978), Събрани съчинения в 3 тома (1977 – 1979) на руски и в 6 т. на литовски и др; на публицистичните поетични книги : „Лирически етюди“ (1964), „Хляб и слово“ (1965), „Нощни пеперуди“ (1966), „Тук е Литва“ (1968), „Хоризонти“ (1970), „Бароко на Антакалнис“ (1971), „Кехлибарената птица“ (1972), „Контрапункт“. Произведенията му са преведени на много езици.
Прави преводи на Александър Пушкин, Михаил Лермонтов, Тарас Шевченко, Адам Мицкевич, Шандор Петьофи, Самуил Маршак, Владимир Маяковски, и др.
За творчеството си е удостоен с редица награди. През 1974 г. е обявен за народен поет на Литва. Носител е на Международната награда за поезия „Никола Вапцаров“ (1979). Посвещава на българския народ стихосберката си „Балкански балади“ (1981).
Едуардас Межелайтис умира на 6 юни 1997 г. във Вилнюс, Литва. Погребан в гробището „Антакалнис“.

## Произведения
частично представяне

### Поезия
- Lyrika (1943)[3]
- Aš jau ne pipiras: eilėraščiai vaikams (1945)[1]
- Tėviškės vėjas: karo metų eilėraščiai, 1941 – 1945 (1946)
- Kuo būti? : eilėraščiai vaikams (1947)
- Kastantas muzikantas: eilės (1948)
- Kiškio dovanos: eilėraščiai (1949)
- Ką sakė obelėlė: eilėraščiai vaikams (1951)
- Dainų išausiu margą raštą (1952)
- Mano lakštingala (1956)
- Žvaigždžių papėdė (1959)
- Broliška poema (1960)
- Lineliai. Vilnius, 1960)
- Saulė gintare: eilėraščiai, apmąstymai (1961)
- Žmogus (1962)
- Autoportretas (1962)
- Atogrąžos panorama (1963)
- Lyriniai etiudai (1964)
- Naktiniai drugiai: monologas (1966)
Нощни пеперуди, изд.: „Народна култура“, София (1984), прев. Иван Троянски
- Antakalnio barokas (1971)
- Žibuoklių žvaigždynai (1977)
- Postskriptumai (1986)
- Gnomos (1987)
- Laida (1992)
- Saulės vėjas (1995)
- Mitai (1996)
- Mažoji lyra (1999)

### Други на български език
- Избрани стихотворения, изд.: „Народна култура“, София (1962), прев. Христо Радевски
- Моята Итака, изд.: „Народна култура“, София (1982), прев. Иван Троянски

## Награди
- Герой на социалистическия труд (27 септември 1974 г.)[2][6]
- 2 ордена „Ленин“ (1 октомври 1965 г.; 27 септември 1974 г.)[3]
- Орден на Октомврийската революция (1 октомври 1979 г.)
- Орден на Отечествената война II степен (3 ноември 1985 г.)
- 2 ордена Червено знаме на труда (16 март 1954 г.; 10 март 1969 г.)
- Орден за приятелство между народите (16 ноември 1984 г.)
- Орден „Червена звезда“ (2 юли 1945 г.) и други медали
- Ленинска награда (1962)
- Награда „Джавархавал Неру“ (1969)
- Народен поет на Литва (1974)
- Международна награда за поезия „Никола Вапцаров“ (1979)